# Marie Frédérique Ekpitini
Marie Frédérique Ekpitini (14 de febrero de 1999) es una deportista marfileña que compite en taekwondo. Ganó una medalla de plata en los Juegos Panafricanos de 2019 en la categoría de –67 kg.

## Palmarés internacional
| Juegos Panafricanos | Juegos Panafricanos | Juegos Panafricanos | Juegos Panafricanos |
| Año                 | Lugar               | Medalla             | Categoría           |
| ------------------- | ------------------- | ------------------- | ------------------- |
| 2019                | Rabat (Marruecos)   | Medalla de plata    | –67 kg              |